# Masashi Ishihama
Masashi Ishihama (石浜 真史 Ishihama Masashi?) es un animador, diseñador de personajes y director de anime japonés.
Conocido principalmente por sus trabajos en créditos de anime, trabaja como director en el estudio CloverWorks después de una larga carrera como autónomo.

## Biografía

### Debut profesional
Ishihama nació en el área metropolitana de Tokio el 1 de septiembre de 1968. 
Estudió en la Tokyo Designer Gakuin College (actualmente Tokyo Cool Japan Academy), donde estuvo en contacto con Munenori Nawa, Hiroshi Nagahama y Tatsuya Oishi, pero abandonó la formación antes de finalizarla para unirse al estudio Nakamura Production, donde dio sus primeros pasos en la industria de la animación. Más tarde trabajó en el estudio Oh! Production antes de convertirse en autónomo.
Durante la década de 1990, trabajó como animador y director de animación, particularmente en OVAs, muy populares en la época, incluyendo producciones más adultas, e incluso eróticas, dado su interés en la animación de cuerpos femeninos en esa época.

### Reconocimiento como director de créditos
En la década de 2000, se le confiaron papeles más ambiciosos en series de televisión, empezando por la adaptación televisiva de Read or Die (en la que ya había trabajado en una versión OVA unos años antes), pero también en películas como Toki wo Kakeru Shōjo de Mamoru Hosoda.
En 2005, fue el responsable de producir los créditos de apertura de Speed Grapher, serie donde ya tenía varias responsabilidades. Su trabajo llamó la atención por su inventiva visual, lo que hizo que Ishihama fuera solicitado cada vez más frecuentemente para crear secuencias de apertura, aunque no buscaba especializarse en este sector, sin embargo, esto le permitió ejercer su creatividad. En el siglo XXI , la mayoría de sus trabajos en la animación japonesa serían créditos de series, lo que lo convertirá en una de las pocas personas conocidas específicamente como "director de créditos" del anime. Dirigió así los créditos iniciales de series como Kamichu!, Tokyo Ravens, Psycho-Pass 2, Shingeki no Kyojin, Occultic;Nine y Granblue Fantasy The Animation.
En 2010, participó junto con parte del equipo de Kamichu! como diseñador de personajes y director de animación en la película Uchū Show e Yōkoso, que fue presentada en la Berlinale 2010 y nominada para el jurado «Generation KPlus».
Anteriormente estaba poco interesado en producir obras completas, fue sólo durante este período que produjo su primera serie, Shin Sekai Yori, una adaptación de una novela japonesa de ciencia ficción de Yūsuke Kishi por sugerencia de un productor de TV Asahi, y más tarde su primera película, Garakowa: Restore the World, adaptada de un guion ganador de un concurso organizado por Pony Canyon en 2012.

### Director en Cloverworks
Después de trabajar como autónomo durante mucho tiempo, se unió brevemente al estudio A-1 Pictures en 2017 antes de ser contratado por el estudio CloverWorks, una subsidiaria de A-1, cuando este se creó en 2018.
En 2018 dirigió la adaptación animada del juego Persona 5, y las dos temporadas que adaptan el manga Horimiya en 2021 y 2023; en ambos casos vuelve a dirigir los créditos iniciales de cada serie y temporada.

## Estilo e influencias
Ishihama es reconocido en el mundo de la animación por los temas musicales que ha creado, más de veinte desde 1999. Tiene un estilo característico, que explota en particular la integración de los créditos que se desplazan en la pantalla dentro de las imágenes, y la explotación de colores brillantes y patrones abstractos que modifican la imagen. Ishihama describe sus juegos con los nombres del personal como una forma de llamar la atención sobre ellos y resaltarlos, pero minimizando la disonancia entre la imagen y el texto que se ve obligado a mostrar en pantalla. Su uso de siluetas, formas planas y capas sucesivas sumadas a efectos visuales como granulado o cambios de distancia focal también han forjado su estilo de producción de créditos.
Ishihama se inspira, en particular, en los directores con los que ha trabajado, citando en particular a Akiyuki Shinbo y Kōji Masunari.

## Trabajos

### Series de televisión
Destaca papeles con funciones de dirección de series.
| Año  | Título                             | Director(es)                      | Estudio                | Funciones | Refs.  |
| ---- | ---------------------------------- | --------------------------------- | ---------------------- | --- | ------ |
| 1990 | Idol Tenshi Yōkoso Yōko            | Tetsurō Amino                     | Ashi Productions       | Animación clave (#3, 7, 18, 23, 28, 34, 40, 43) | [ 13 ] |
| 1992 | Mama wa Shōgaku 4-nensei           | Shūji Iuchi                       | Sunrise                | Animación clave (#15, 21) | [ 14 ] |
| 1997 | Virus: Virus Buster Serge          | Masami Ōbari                      | Plum                   | Animación clave (#OP) | [ 15 ] |
| 1998 | Kareshi Kanojo no Jijō             | Hideaki Anno Hiroki Satō (#16-26) | J.C.Staff Gainax       | Animación clave (#2-3, 7, 18, 23, 34, 40, 43) | [ 16 ] |
| 2000 | Ginsōkikō Ordian                   | Masami Ōbari                      | Plum                   | Animación clave (#1, 13; OP) | [ 17 ] |
| 2000 | Hand Maid May                      | Shin'ichirō Kimura                | TNK                    | Animación clave (#6) | [ 18 ] |
| 2002 | Azumanga Daiō The Animation        | Hiroshi Nishikiori                | J.C.Staff              | Director de animación (#4) Animación clave (#2, 26) | [ 19 ] |
| 2002 | Asagiri no Miko                    | Yūji Moriyama                     | Chaos Project GANSIS   | Animación clave (#5) | [ 20 ] |
| 2002 | Overman King Gainer                | Yoshiyuki Tomino                  | Sunrise                | Cooperación con el director de animación (#1) | [ 21 ] |
| 2002 | Chōjūshin Gravion                  | Masami Ōbari                      | Gonzo                  | Diseñador de vestuario invitado (#7) Animación clave (#9) | [ 22 ] |
| 2002 | Kiddy Grade                        | Keiji Gotō                        | Gonzo                  | Director de episodio (#2) | [ 23 ] |
| 2003 | R.O.D: The TV                      | Kōji Masunari                     | J.C.Staff              | Diseñador de personajes Director de animación jefe Director de animación (#1) Animación clave (#2, 6, 26) Arte de fondo (#ED)                                  | [ 24 ] |
| 2004 | Hikari to Mizu no Daphne           | Takashi Ikehata                   | J.C.Staff              | Animación clave (#OP) | [ 25 ] |
| 2004 | Bōkyaku no Senritsu                | Hiroshi Nishikiori                | J.C.Staff              | Animación clave (#OP) | [ 26 ] |
| 2004 | Bleach                             | Noriyuki Abe                      | Pierrot                | Director de apertura (#OP 5, 13) Guionista gráfico (#OP 5, 13) Director de animación (#OP 5, 13) Animación clave (#OP 13)                                      | [ 27 ] |
| 2005 | Sōsei no Aquarion                  | Shōji Kawamori                    | Satelight              | Animación clave (#19) | [ 28 ] |
| 2005 | Speed Grapher                      | Kunihisa Sugishima                | Gonzo                  | Diseñador de personajes Director de episodio (#1) Director de unidad (#OP) Director de animación (#1, 22) Animación clave (#16, 22, 24; OP) Cortinilla         | [ 29 ] |
| 2005 | Hachimitsu to Clover               | Ken'ichi Kasai                    | J.C.Staff              | Animación clave | [ 30 ] |
| 2006 | Binchō-tan                         | Kazuhiro Furuhashi                | Studio Deen            | Director de episodios Director de animación Animación clave | [ 31 ] |
| 2006 | NHK ni Yōkoso!                     | Yūsuke Yamamoto                   | Gonzo                  | Diseñador de personajes Guionista gráfico (#OP) Director de unidad (#OP) Director de animación (#OP) Animación clave (#OP)                                     | [ 32 ] |
| 2007 | Tengen Toppa Gurren Lagann         | Hiroyuki Imaishi                  | Gainax                 | Animación clave (#14) | [ 33 ] |
| 2007 | Ōkiku Furikabutte                  | Tsutomu Mizushima                 | A-1 Pictures           | Cooperación de animación (#5) Animación clave (#OP 1) | [ 34 ] |
| 2007 | Dennō Coil                         | Mitsuo Iso                        | Madhouse               | Animación clave (#11, 17, 23, 26) | [ 35 ] |
| 2007 | Dragonaut: The Resonance           | Manabu Ono                        | Gonzo                  | Animación clave (#25) | [ 36 ] |
| 2008 | Code Geass: Hangyaku no Lelouch R2 | Gorō Taniguchi                    | Sunrise                | Animación clave (#1) | [ 37 ] |
| 2010 | Senkō no Night Raid                | Jun Matsumoto                     | A-1 Pictures           | Director (#OP) | [ 38 ] |
| 2010 | Yojōhan Shinwa Taikei              | Masaaki Yuasa                     | Madhouse               | Diseñador de animación (#5, 10) Animación clave (#5) | [ 39 ] |
| 2010 | Seikimatsu Occult Gakuin           | Tomohiko Itō                      | A-1 Pictures           | Animación clave (#OP) | [ 40 ] |
| 2011 | Beelzebub                          | Yoshihiro Takamoto                | Pierrot Plus           | Guionista gráfico (#ED 3) Director de unidad (#ED 3) Animación (#ED 3) Arte de fondo (#ED 3)                                                                   | [ 41 ] |
| 2011 | Dragon Crisis!                     | Hideki Tachibana                  | Studio Deen            | Diseñador de personajes Director jefe de animación (#OP) Director de animación (#OP)                                                                           | [ 42 ] |
| 2011 | A-Channel                          | Manabu Ono                        | Studio Gokumi          | Director de episodio (#OP) Guionista gráfico (#OP) | [ 43 ] |
| 2012 | Shin Sekai Yori                    | Masashi Ishihama                  | A-1 Pictures           | Director Guionista gráfico (#1-3, 12, 19, 25; ED 2) Director de unidad (#ED 2) Director de animación (#8)                                                      | [ 44 ] |
| 2013 | Shingeki no Kyojin                 | Tetsurō Araki                     | Wit Studio             | Guionista gráfico (#OP 2) Director de unidad (#OP 2) Director de animación (#OP 2) Animación clave (#OP 2)                                                     | [ 45 ] |
| 2013 | Tokyo Ravens                       | Takaomi Kanasaki                  | 8-Bit                  | Guionista gráfico (#OP) Director de unidad (#OP) Animación clave (#OP)                                                                                         | [ 46 ] |
| 2014 | Mahō Sensō                         | Yūzō Satō                         | Madhouse               | Guionista gráfico (#ED) Director de unidad (#ED) Animación clave (#ED)                                                                                         | [ 47 ] |
| 2014 | Yama no Susume Second Season       | Yūsuke Yamamoto                   | 8-Bit                  | Guionista gráfico (#OP) Director de unidad (#OP) Animación clave (#OP)                                                                                         | [ 48 ] |
| 2014 | Psycho-Pass 2                      | Kiyotaka Suzuki Naoyoshi Shiotani | Tatsunoko Production   | Guionista gráfico (#OP) Director de unidad (#OP) Director de animación (#OP) Animación clave (#OP)                                                             | [ 49 ] |
| 2014 | Shigatsu wa Kimi no Uso            | Kyōhei Ishiguro                   | A-1 Pictures           | Director de episodio (#5) Guionista gráfico (#5) | [ 50 ] |
| 2016 | Boku Dake ga Inai Machi            | Tomohiko Itō                      | A-1 Pictures           | Guionista gráfico (#ED) Director de unidad (#ED) Animación (#ED) Arte de fondo (#ED)                                                                           | [ 51 ] |
| 2016 | Occultic;Nine                      | Kyōhei Ishiguro                   | A-1 Pictures           | Director de episodio (#6) Guionista gráfico (#6; OP) Director de unidad (#OP) Director de animación (#6) Animación clave (#6; OP) Ilustraciones de cierre (#6) | [ 52 ] |
| 2017 | Granblue Fantasy The Animation     | Ayako Kurata Yūki Itō             | A-1 Pictures           | Guionista gráfico (#OP) Director de unidad (#OP) Director de animación (#OP)                                                                                   | [ 53 ] |
| 2017 | Saenai Heroine no Sodatekata ♭     | Kanta Kamei                       | A-1 Pictures           | Guionista gráfico (#OP) Director de unidad (#OP) Animación clave (#OP)                                                                                         | [ 54 ] |
| 2018 | Persona 5: The Animation           | Masashi Ishihama                  | CloverWorks            | Director Director de episodios (#1, 26) Guionista gráfico (#1, 18, 26; OP) Director de unidad (#1)                                                             | [ 55 ] |
| 2021 | Horimiya                           | Masashi Ishihama                  | CloverWorks            | Director Director de episodios (#1, 12-13) Guionista gráfico (#1, 13; OP) Director de unidad (#OP) Animación clave (#OP)                                       | [ 56 ] |
| 2022 | Tokyo 24-ku                        | Naokatsu Tsuda                    | CloverWorks            | Guionista gráfico (#OP) Director de unidad (#OP) Animación clave (#OP)                                                                                         | [ 57 ] |
| 2022 | Spy × Family                       | Kazuhiro Furuhashi                | Wit Studio CloverWorks | Guionista gráfico (#OP) Director de unidad (#OP) Animación clave (#OP)                                                                                         | [ 58 ] |
| 2023 | Horimiya: Piece                    | Masashi Ishihama                  | CloverWorks            | Director Director de episodios (#1, 7, 13) Guionista gráfico (#1, 7, 13; OP) Director de unidad (#OP, ED 2) Animación clave (#OP)                              | [ 59 ] |

### Películas
Destaca papeles con funciones de dirección de series.
| Año  | Título                                             | Director(es)                | Estudio        | Funciones                                            | Refs.  |
| ---- | -------------------------------------------------- | --------------------------- | -------------- | ---------------------------------------------------- | ------ |
| 1991 | Dragon Ball Z Movie 04: Super Saiyajin da Son Gokū | Mitsuo Hashimoto            | Toei Animation | Animación clave                                      | [ 60 ] |
| 1995 | Ninkū                                              | Noriyuki Abe                | Pierrot        | Animación clave                                      | [ 61 ] |
| 1995 | Hajimari no Bōkensha-tachi: Legend of Crystania    | Ryūtarō Nakamura            | Triangle Staff | Animación clave                                      | [ 62 ] |
| 1998 | Totsuzen! Neko no Kuni Banipal Witt                | Takashi Nakamura            | Triangle Staff | Animación clave                                      | [ 63 ] |
| 1999 | Digimon Adventure Movie                            | Mamoru Hosoda               | Toei Animation | Animación clave                                      | [ 64 ] |
| 2000 | Digimon Adventure: Bokura no War Game!             | Mamoru Hosoda               | Toei Animation | Animación clave                                      | [ 65 ] |
| 2000 | Jin-Roh                                            | Hiroyuki Okiura             | Production I.G | Animación clave                                      | [ 66 ] |
| 2006 | Toki wo Kakeru Shōjo                               | Mamoru Hosoda               | Madhouse       | Director de animación                                | [ 67 ] |
| 2006 | Top wo Nerae! & Top wo Nerae 2! Gattai Movie!!     | Kazuya Tsurumaki            | Gainax         | Animación clave                                      | [ 68 ] |
| 2007 | Stranger: Mukō Hadan                               | Masahiro Andō               | Bones          | Animación clave                                      | [ 69 ] |
| 2010 | Uchū Show e Yōkoso                                 | Kōji Masunari               | A-1 Pictures   | Diseñador de personajes Director de animación        | [ 70 ] |
| 2016 | Garakowa: Restore the World                        | Masashi Ishihama            | A-1 Pictures   | Director Supervisor de la historia Guionista gráfico | [ 71 ] |
| 2019 | Saenai Heroine no Sodatekata Fine                  | Kanta Kamei Akihisa Shibata | A-1 Pictures   | Animación clave                                      | [ 72 ] |

### OVAs
Destaca papeles con funciones de dirección de series.
| Año  | Título                                               | Director(es)                                  | Estudio                        | Funciones | Refs.         |
| ---- | ---------------------------------------------------- | --------------------------------------------- | ------------------------------ | --- | ------------- |
| 1988 | Xanadu Dragonslayer Densetsu                         | Atsutoshi Umezawa                             | Toei Animation                 | Animación clave | [ 73 ] [ 74 ] |
| 1990 | Mamono Hunter Yōko                                   | Katsuhisa Yamada                              | Madhouse                       | Animación clave (#6) | [ 75 ]        |
| 1992 | Giant Robo the Animation: Chikyū ga Seishi Suru Hi   | Yasuhiro Imagawa                              | Phoenix Entertainment          | Animación clave (#4) | [ 76 ]        |
| 1992 | Dragon Slayer Eiyū Densetsu: Ōji no Tabidachi        | Noriyuki Nakamura                             | Desconocido                    | Animación clave | [ 77 ]        |
| 1992 | Tokyo Babylon                                        | Kōichi Chigira                                | animate Film                   | Animación clave Segunda animación clave                                                                                             | [ 78 ]        |
| 1993 | Fortune Quest: Yonimo Shiawase na Bōkensha-tachi     | Osamu Tsuruyama (#1) Takeshi Yamaguchi (#2-4) | J.C.Staff                      | Animación clave (#1, 3) | [ 79 ]        |
| 1993 | The Hakkenden: Shin Shō                              | Takashi Anno (#1-6) Yukio Okamoto (#7-13)     | Artland AIC                    | Animación clave (#8, 11-13) | [ 80 ]        |
| 1995 | Shinpi no Sekai El-Hazard                            | Hiroki Hayashi                                | AIC                            | Animación clave (#1, 4, 7) | [ 81 ]        |
| 1996 | Soreyuke! Uchū Senkan Yamamoto Yōko                  | Akiyuki Simbo                                 | J.C.Staff                      | Director de animación (#1, 3) Animación clave (#3)                                                                                  | [ 82 ]        |
| 1996 | Shin Hurricane Polymar                               | Akiyuki Simbo                                 | J.C.Staff Tatsunoko Production | Diseñador mecánico Director de animación mecánica (#2) Animación clave (#1-2)                                                       | [ 83 ]        |
| 1996 | Chōjin Gakuen Gowcaizer: The Voltage Fighters        | Masami Ōbari                                  | J.C.Staff                      | Animación clave (#1, 3) | [ 84 ]        |
| 1997 | Dennō Sentai Voogie's★Angel                          | Masami Ōbari (#1-2) Aoi Takeuchi (#3)         | J.C.Staff Front Line           | Animación clave (#3) | [ 85 ]        |
| 1997 | Soreyuke! Uchū Senkan Yamamoto Yōko II               | Akiyuki Simbo                                 | J.C.Staff                      | Diseñador mecánico Director de episodio (#3) Director de animación (#2; OP) Asistente de director de animación (#1-3)               | [ 86 ]        |
| 1998 | A Kite                                               | Yasuomi Umetsu                                | Arms                           | Diseñador de personajes Animación clave (#1-2)                                                                                      | [ 87 ]        |
| 1999 | Tenamonya Voyagers                                   | Akiyuki Simbo                                 | Pierrot                        | Diseñador de personajes Director de episodio (#ED) Guionista gráfico (#ED) Director de animación (#1-2, 4) Animación (#OP; END 1-3) | [ 88 ]        |
| 2000 | FLCL                                                 | Kazuya Tsurumaki                              | Gainax Production I.G          | Animación clave (#3; ED) | [ 89 ]        |
| 2000 | Mezzo Forte                                          | Yasuomi Umetsu                                | Arms                           | Animación clave Segunda animación clave                                                                                             | [ 90 ]        |
| 2001 | R.O.D: Read or Die                                   | Kōji Masunari                                 | Studio Deen                    | Diseñador de personajes Director de animación de personajes Animación clave (#1-3)                                                  | [ 91 ]        |
| 2003 | Eiken: Eikenbu yori Ai wo Komete                     | Kiyotaka Ohata                                | J.C.Staff                      | Diseñador de personajes Director de animación (#OP)                                                                                 | [ 92 ]        |
| 2004 | Top wo Nerae 2! Diebuster                            | Kazuya Tsurumaki                              | Gainax                         | Animación clave (#2) | [ 93 ]        |
| 2008 | Kite Liberator                                       | Yasuomi Umetsu                                | Arms                           | Diseñador de personajes originales Animación clave                                                                                  | [ 94 ]        |
| 2019 | Persona 5: The Animation - Proof of Justice          | Masashi Ishihama                              | CloverWorks                    | Director | [ 95 ]        |
| 2019 | Persona 5: The Animation - A Magical Valentine's Day | Masashi Ishihama                              | CloverWorks                    | Director Guionista gráfico | [ 95 ]        |

### Especiales
| Año  | Título                       | Director(es)       | Estudio      | Funciones       | Refs.  |
| ---- | ---------------------------- | ------------------ | ------------ | --------------- | ------ |
| 1993 | Fatal Fury 2: The New Battle | Kazuhiro Furuhashi | Studio Comet | Animación clave | [ 96 ] |